# Rombayan
Rombayan is een bestuurslaag in het regentschap Padang Lawas van de provincie Noord-Sumatra, Indonesië. Rombayan telt 538 inwoners (volkstelling 2010).